# لمرزكو

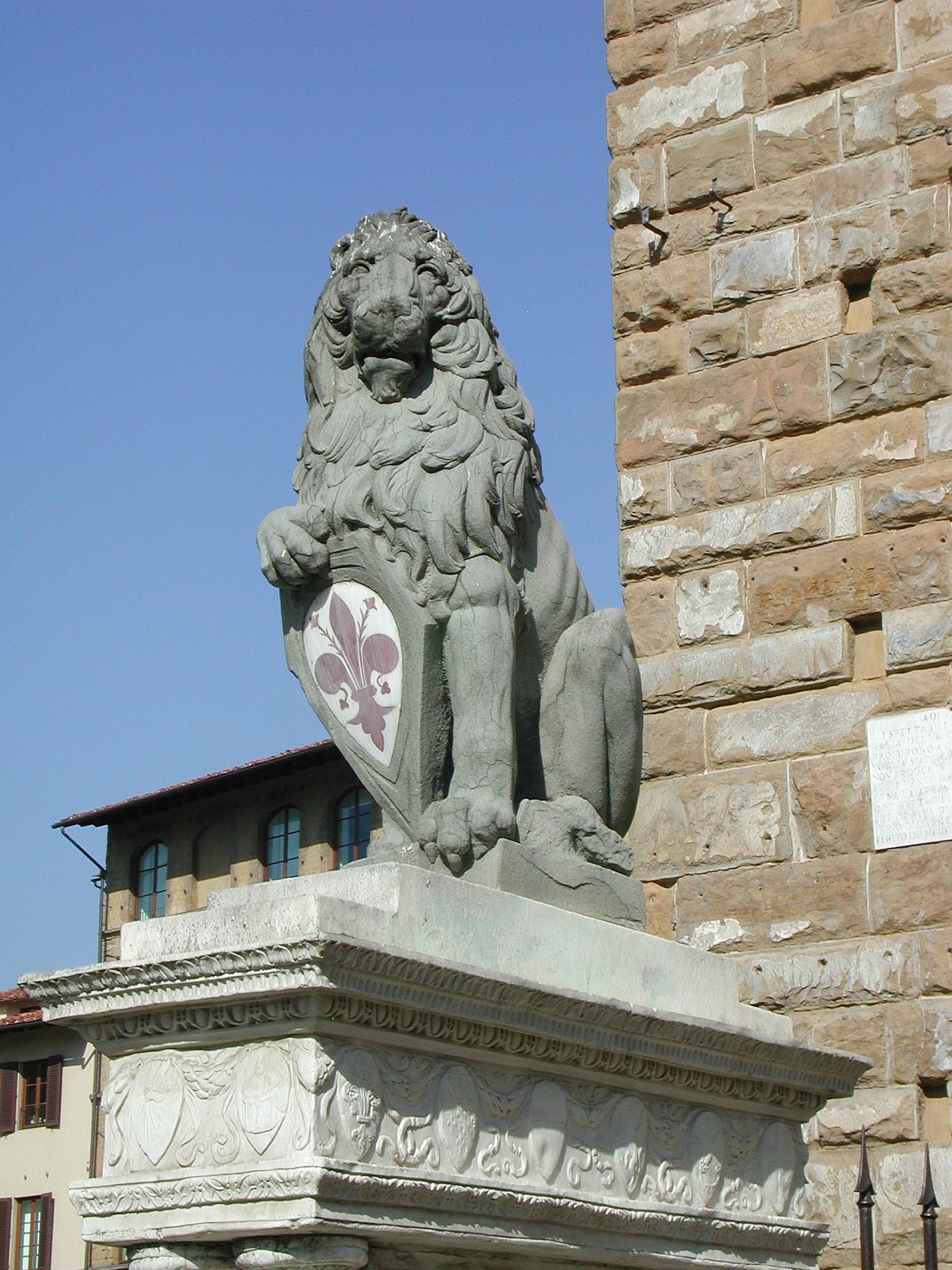
مرزكو الآن في ساحة ساحة ديلا سيجنوريا ، نسخة طبق الأصل

لمرزكو هو الأسد الشعاري الذي يعد رمزًا لفلورنم بسا ، ويبدو أنه كان أول قطعة من النحت العلماني العاتكليف من جمهورية فلورنسا ، في أواخر القرن الرابع عشر. الأسد موجود في قلب المدينة في ساحة ساحة ديلا سيجنوريا في نهاية المنصة الملحقة بقصر قصر فيكيو والتي تسمى رينجيرا ، والتي كان المتحدثون يخاطبون بها الحشود تقليديًا. لقد ضاع هذا الآن، بعد أن تحول مع مرور الوقت إلى كتلة من الحجر لا يمكن التعرف عليها.
أفضل ترجمة معروفة هي التي كتبها دوناتيلو ، والتي تم إجراؤها في – . تم وضع لمرزكو لدوناتيلو في ساحة ساحة ديلا سيجنوريا في عام 1812، ولكن في عام 1885 تم نقلها إلى بارجيلو ، بعد أن تم استبدالها بالنسخة التي نراها حتى يومنا هذا.

## مرزوكو الأول

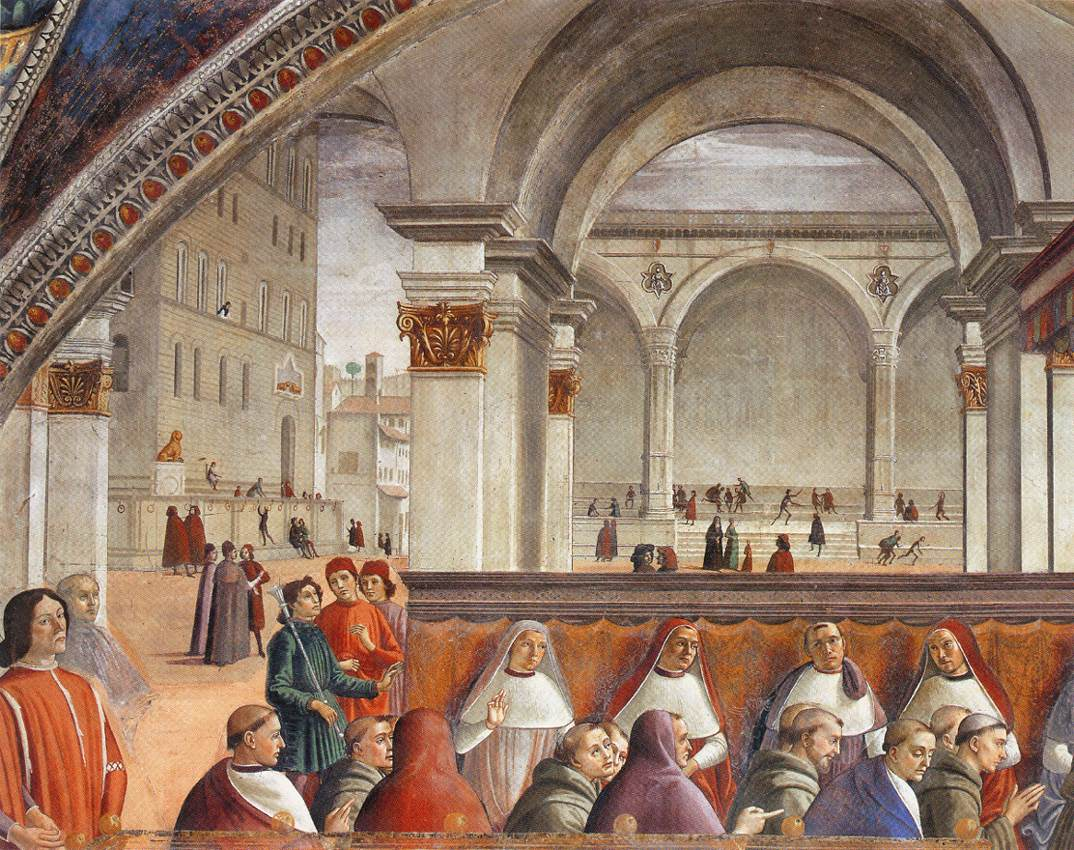
دومينيكو غيرلاندايو ، تأكيد القاعدة (تفصيل) - يمكن رؤية Marzocco الأصلي في زاوية القصر في الخلفية على اليسار، ثمانينيات القرن الخامس عشر.

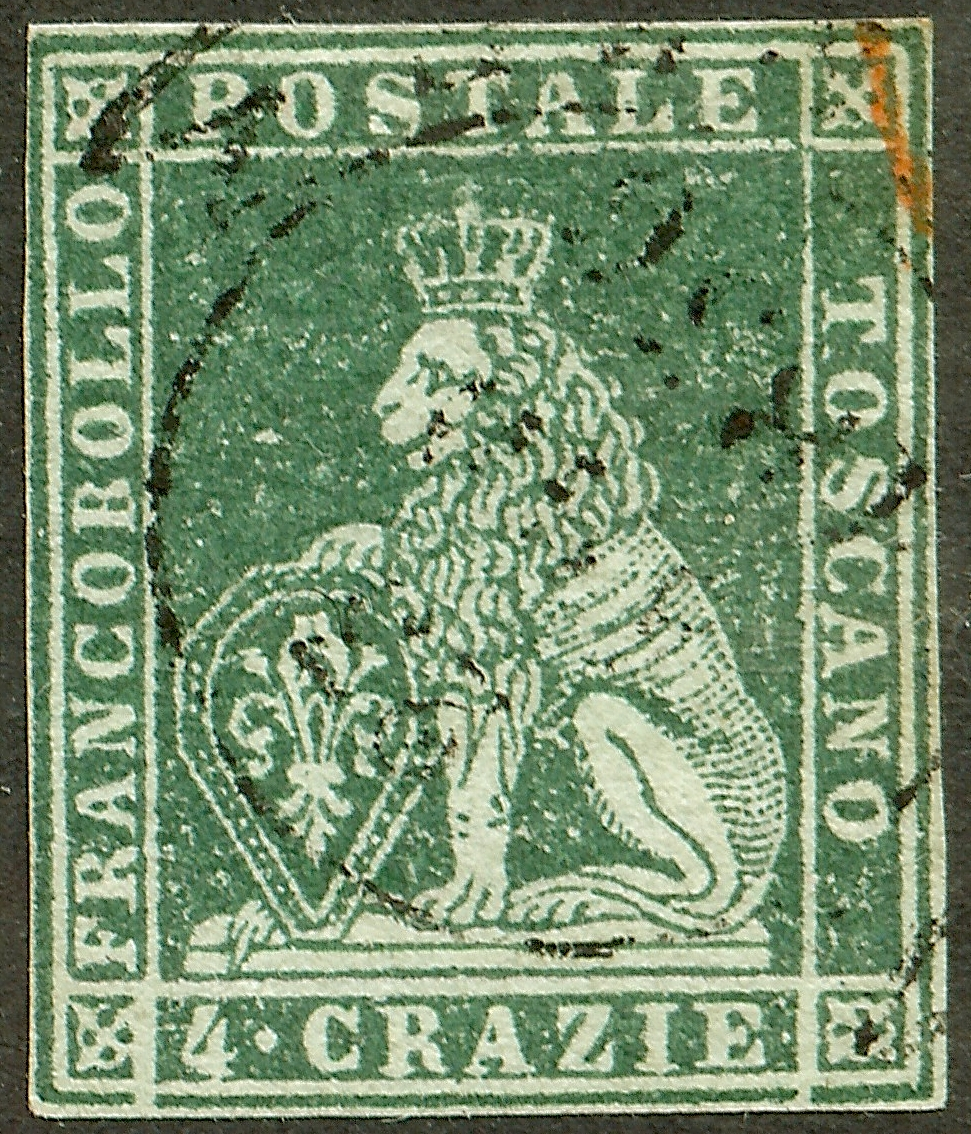
تم تتويج Marzocco على أول طابع بريدي في توسكانا عام 1851.

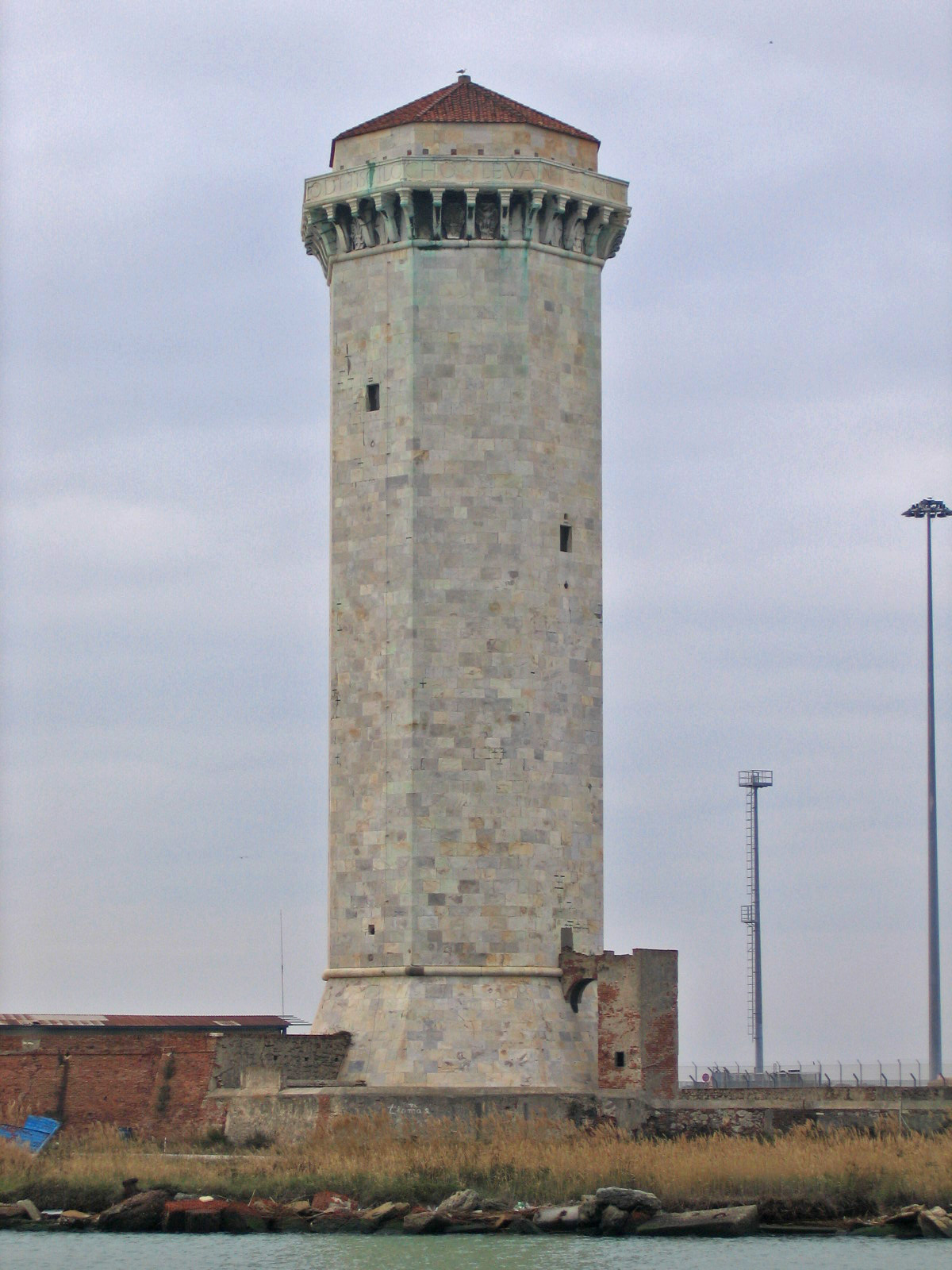
توري ديل مارزوكو في ليفورنو.

## أنظر أيضا
- أسود ميديشي